# Акакий Новый
Акакий Новый (или Акакий Кавсокаливит греч. Άγιος Ακάκιος ο Καυσοκαλυβίτης; 1633, Голица, Эпир, Османская империя — 12 [23] апреля 1730, Афон, Османская империя) — святой, преподобный, возобновитель монашеской жизни на Кавсокаливии на Афоне.
Память 12 (25) апреля, а также во второе воскресение после Троицы, в Соборе всех преподобных отцов Афонских.

## Биография
Родился в 1633 году в селении Голица, в Эпире, от благочестивых родителей и во святом крещении был назван Анастасием. Отец умер, когда мальчик был в юношеском возрасте. Чтобы прокормить младшего брата и мать, Анастасий вынужден был начать трудиться в связи с чем остался неграмотным.
Ощутив желание отшельнической жизни, в 1656 году направился в область Загора, где поступил в Свято-Троицкий монастырь Сурвия (Η μονή Σουρβιάς) близ селения Макриницы, основанный святым Дионисием Олимпским. Позднее в этой обители он был пострижен в монашество с именем Акакия. Желая ещё более аскетической жизни, он переселился на Афон, где проведя несколько дней в малой пещере близ скита Святой Анны, он пожелал видеть другие скиты и старцев, проводящих высокую подвижническую жизнь. Вблизи Григориатской обители он встретил в одной келье двух подвижников, у которых пожелал остаться на год, чтобы научиться аскетическим трудам и деланию ложек. Затем Акакий обосновался в местности Кавсокалива, поселившись в келье при Преображенском храме, где прожил 20 лет, питаясь одним хлебом и дикорастущими плодами не чаще одного раза в три дня. После этого аскет удалился в маленькую пещеру, где когда-то подвизался святой Максим Кавсокаливит. Среди посетителей Акакия был святой мученик Никодим, святой Пахомий Русский и другие.
Возобновляя учение преподобного Симеона Нового Богослова, святой Акакий наставлял, что тот, кто желает видеть Христа в вечности, должен еще в этой жизни, посредством нисхождения Божественной благодати, приобрести духовную чувствительность, чтобы созерцать духовные сущности так же ясно, как вещи материального мира.
Скончался 12 апреля 1730 года, на 98 году жизни.